# Oreophryne ampelos
Oreophryne ampelos es una especie de anfibio anuro de la familia Microhylidae.

## Distribución geográfica
Esta especie es endémica de Papua Nueva Guinea. Habita entre los 840 y 1280 m sobre el nivel del mar en las Montañas de las Estrellas y el Macizo de Hindenburg.

## Etimología
Esta especie se nombra en referencia a los modales arbóreos de esta especie, de hecho Ámpelo, una de las Hamadríades, es un personaje de la mitología griega vinculada a un árbol y muere si este árbol muere.

## Publicación original
- Kraus, 2011 : New frogs (Anura: Microhylidae) from the mountains of western Papua New Guinea. Records of the Australian Museum, vol. 63, p. 53-60[3]